# 青岛农业
青岛市气候适宜多种生物繁殖。同时，青岛市引进生物品种资源历史悠久，资源比较丰富，为农业生产全面深入的发展，提供了较好的基础条件。全市有各种生物资源1400余种：其中动物资源近400种，植物资源有1000余种。

## 种植业
青岛市的主要粮食作物有小麦、玉米、番薯、大豆、小米、高粱、水稻等；经济作物有花生、棉花、烟草、芝麻等；蔬菜有结球甘蓝、黄瓜、冬瓜、南瓜、苦瓜、茄子、辣椒、花椰菜、芸豆、豌豆、胡萝卜、菠菜、莴苣、马铃薯、姜、芋、韭菜、大葱、洋葱、莲藕等60种；水果有苹果、梨、杏、山楂、板栗、核桃、柿子、草莓、猕猴桃等。
青岛市并非传统种植业城市，粮食和经济作物种植主要分布于五个县级市的郊区。平度盛产粮食、瓜果、蔬菜。莱西出产玉米、大豆、花生、小麦等粮食作物，其中花生最为出名。即墨东部多种植各种果树和花卉，中部盛产小麦、玉米、花生、大豆。胶州是白菜、辣椒等蔬菜及花生和马铃薯的主产区。黄岛主要粮油作物有小麦、花生、玉米等，主要经济作物有苹果、西瓜、白菜等。

## 林业

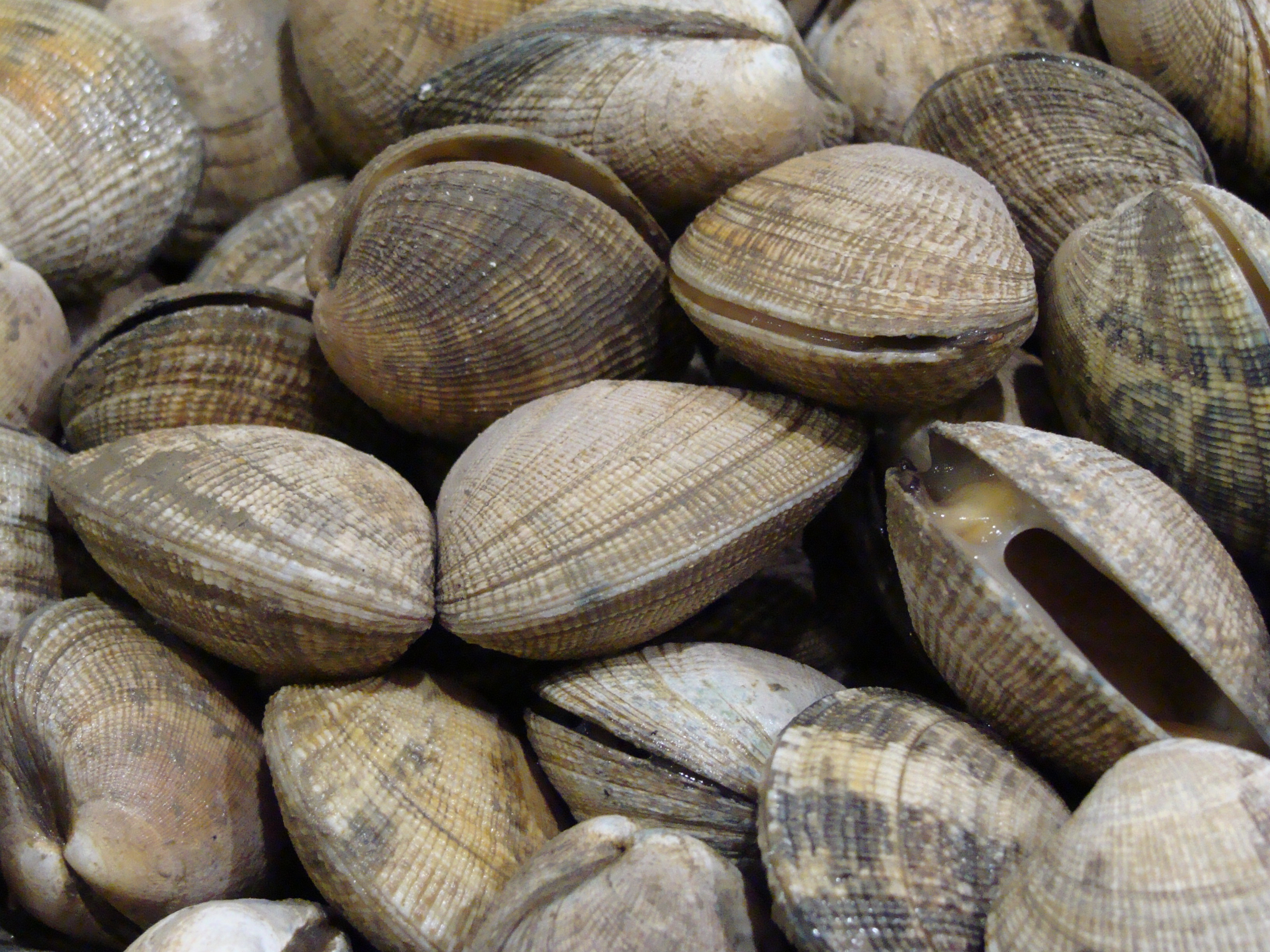
青岛特色海产品——菲律宾蛤仔

## 渔业
青岛市渔业发达，是我国海产品的主要生产、加工地之一。沿海水产资源久负盛名。常见的鱼类主要有真鲷、舌鳎、蓝点马鲛、鲐鱼、鳓鱼、带鱼、小黄鱼、鲈鱼、鳗鱼、鲳鱼、尖嘴圆尾颌针鱼、沙丁鱼等；甲壳类有对虾、鹰爪虾、梭子蟹等；软体动物有章鱼、鱿鱼、墨鱼等；贝类有菲律宾蛤仔、泥蚶、红螺等。海参、鲍鱼、扇贝、海蜇等在青岛沿海也有一定数量。藻类主要有海带、紫菜、裙带菜、石花菜等。

## 特色农产品
胶州大白菜、城阳青大白菜、莱西板栗、平度大姜、青皮萝卜、马家沟芹菜、蟠桃大姜、湍湾紫皮蒜、大泽山葡萄、北宅樱桃、崂山茶、公园蜜桃、中华寿桃、关爷脸杏、寒露蜜桃，红岛蛤蜊、沽鲻、胶州里岔黑猪等。